# Orthochirus melanurus
Espèce
Synonymes
- Androctonus melanurus Kessler, 1874
- Orthochirus melanurus concolor Birula, 1898

Orthochirus melanurus est une espèce de scorpions de la famille des Buthidae.

## Distribution
Cette espèce se rencontre au Kazakhstan et en Ouzbékistan.

## Description
Orthochirus melanurus mesure de 24 à 42 mm.

## Systématique et taxinomie
Cette espèce a été décrite sous le protonyme Androctonus melanurus par Kessler en 1874. Elle est considérée comme une sous espèce de Butheolus scrobiculosus par Birula en 1909. Elle est élevée au rang d'espèce par Kovařík, Fet et Yağmur en 2020.

## Publication originale
- Kessler, 1874 : « 0 russkikh skorpionakh. » Trudy Russkago ėntomologicheskago obshchestva v S.-Peterburge, vol. 8, no 1, p. 3–27 (texte intégral) (ru).